# Washington Open 1996
Il Washington Open 1996, noto come Legg Mason Tennis Classic per motivi di sponsorizzazione, è stato un torneo di tennis giocato sul cemento. 
È stata la 28ª edizione del Washington Open e faceva parte della categoria Championship Series nell'ambito dell'ATP Tour 1996.
Si è giocato sui campi di cemento all'aperto del William H.G. FitzGerald Tennis Center di Washington dal 15 al 21 luglio 1996.

## Campioni

### Singolare
Michael Chang ha battuto in finale  Wayne Ferreira con il punteggio di 6–2, 6–4

### Doppio
Grant Connell /  Scott Davis hanno battuto in finale  Doug Flach /  Chris Woodruff con il punteggio di 7–6, 3–6, 6–3